# Palędzie (gromada)
Palędzie – dawna gromada, czyli najmniejsza jednostka podziału terytorialnego Polskiej Rzeczypospolitej Ludowej w latach 1954–1972.
Gromady, z gromadzkimi radami narodowymi (GRN) jako organami władzy najniższego stopnia na wsi, funkcjonowały od reformy reorganizującej administrację wiejską przeprowadzonej jesienią 1954 do momentu ich zniesienia z dniem 1 stycznia 1973, tym samym wypierając organizację gminną w latach 1954–1972.
Gromadę Palędzie z siedzibą GRN w Palędziu utworzono – jako jedną z 8759 gromad na obszarze Polski – w powiecie poznańskim w woj. poznańskim, na mocy uchwały nr 33/54 WRN w Poznaniu z dnia 5 października 1954. W skład jednostki weszły obszary dotychczasowych gromad Dąbrowa, Dąbrówka, Gołuski, Palędzie i Zakrzewo ze zniesionej gminy Dopiewo oraz parcele 58–64 z karty 9 obrębu Lusewo z dotychczasowej gromady Lusowo ze zniesionej gminy Tarnowo Podgórne w tymże powiecie. Dla gromady ustalono 16 członków gromadzkiej rady narodowej.
4 lipca 1968 gromadę zniesiono, a jej obszar włączono do gromady Dopiewo w tymże powiecie.